# 三氟乙腈
三氟乙腈是一种有机化合物，化学式为CF3CN，是一种活泼的亲电试剂。

## 制备
三氟乙腈可由三氟乙酰胺在多聚磷酸（溶剂）中和五氧化二磷脱水得到。